# منيرة الهوزوز
منيرة الهوزوز، مغنية عراقية.

## عن حياتها
اسمها الحقيقي منيرة عبد الرحمن ولقبت بالهوزوز لكونها أول مطربة عراقية غنت الأغنية الشعبية -الهوزوز- وقد عرفت برقة وعذوبة صوتها. ويختلف المؤرخون في تاريخ ولادتها (بين 1890 و1900) ولكنها عاصرت سليمة مراد وإن كانت سليمة باشا قد سبقتها في مجال الفن والطرب ولم يكن لهما منافس في الغناء الشعبي العراقي. وفي العشرينات من القرن الماضي ذاع صيت منيرة الهوزوز عن طريق أغانيها المسجلة على الأسطوانات (حيث شاع استعمال الفونوغراف ذلك الوقت في لببيوت والمقاهي)، وكانت إحدى شركات التسجيل الأجنبية قد جائت إلى بغداد، وقامت بتسجيل الأغاني والبستات الشعبية والمقامات العراقية وكانت منيرة واحدة من مطربات الملاهي البغدادية، إلى جانب مجموعة من المطربات أمثال جليلة أم سامي وبدرية أنور سليمة مراد وخزنة إبراهيم وغيرهن.
كانت بدايتها في ملهى الهلال في الميدان، وتنقلت من ملهى إلى آخر إلى أن اعتزلت الفن عام 1940 وهي لم تبلغ الخمسين بعد بسبب إصابتها بالمرض، وماتت في بداية الخمسينات من غير أن يحس بها أحد بعد صيت عريض عريض وأموال وفيرة والعشرات من المعجبين من حولها ذلك الوقت.. وقد ضل يردد بعد موتها الناس كلمة يا عيني عالهوزوز إلى أن أصبحت مثل شعبي دارج.

## صوتها
صوتها من طبقة السوبرانو (صفة النسائي بشكل عام) لكنه سوبرانو يصح ان نطلق عليه كلمة ممتليء وريان، جواباتها عالية صداحة تتصف ببعض الحدة المسموح بها سمعياً.

## المنافسة مع سليمة مراد
كان التنافس الفني بين منيرة وسليمة يجري سجالاً فعندما تظهر أغنية جديدة لمنيرة سرعان ما تجد ردأً من سليمة باغنية جديدة وهكذا. حتى ظهرت أغنية منيرة الجديدة والتي كانت قد منحتها الشهرة العريضة لها وكانت بعنوان ياعيني الهوزوز بيعت منها أكثر من الف اسطوانة التي تحمل ماركة His Moster volce
وباتت هذه الاسطوانة المفضلة في المقاهي والمنتديات والكثير من البيوتات، ودأبت الإذاعة العراقية على بثها في اليوم الواحد عدة مرات، وحتى السينمات أثناء الاستراحة وفي الاعياد والاعراس. صارت هذه الأغنية أغنية الموسم وكل المواسم، واضحت على كل شفة ولسان يرددها الأطفال بشغف من دون أن يفقهوا لها معنى!
ورافقت الشهرة الهوزوزية دعايات تجارية مثل علك الهوزوز، صابون الهوزوز وأرياح الهوزوز. وفي الحالة هذه أرادت الراحلة سليمة ان ترد على هذه الأغنية الصاعقة فغنت «الهجر مو عادة غريبة» وتلتها بأغنية «كلبك صخر جلمود» أكثر شهرة من الأولى واتبعتها بثالثة هي «هاجن جنوني» ولكن هيهات.. فلم تعد أية أغنية مهما بولغ بصياغة كلماتها والحانها وادائها إلى أن تصل للمستوى الهوزوزي!!.

## منيرة الهوزوز والشعراء
كان قد التقاها المؤرخ الفني الراحل عبد الكريم العلاف حيث اعجب بها كثيراً وراح يتحفها باشعاره ومنها أغنية كلما مرادي يزيد انتظر بختي ويا عيني شكد ندم وهل الربيع بوجهك ويا دهر وين العهد وفراك الحبيب ما يهون. كما اعجب بها الشاعر والصحفي المعروف الراحل الملا عبود الكرخي واهداها أغنيته المعروفة (المجرشة). 
وقد أثر المطربة كمثيلاتها بالشعراء وقد خصها الشاعر معروف الرصافي بقصيدة قال فيها:
هل سمعتم منيرة قد أفاضــت ببديــع الزمــان في كــل فنِِِ ِ
خلــق الله صــوتهـا العـذب كيما يعرف الناس كيف حسن التغني
ومن اعمالها الفنية والغنائية الرائعة قصيدة للشاعر العباسي الشهير (أبو نواس) مطلعها:
نضت عنها القميض لصب ماءٍ فورّد خدها فرط الحياء
ويابو البلم بالله عليك وحيرانه اركض وراك وتاليها ضاع الوفا وذاك الولد هو الولد ورجلي هجرني وراح وليش إبسكم ذبيتني وغيرها كثير.

## وصلات خارجية
مقطع فيديو نادر من الyoutube للفنانة منيرة الهوزوز
http://www.youtube.com/watch?v=xZZhzOukZUU